# 양화면
양화면(良化面)은 대한민국 충청남도 부여군의 면이다.

## 행정 구역
- 입포리(笠浦里): 행정복지센터 소재지
- 내성리(內城里)
- 벽용리(碧龍里)
- 상촌리(上村里)
- 송정리(松亭里)
- 수원리(水原里)
- 시음리(時音里)
- 암수리(巖樹里)
- 오량리(五良里)
- 원당리(元堂里)
- 족교리(足橋里)
- 초왕리(草旺里)

## 학교
- 양화초등학교 (족교리)
  - 시음분교 (폐교) - 양화면 상촌리 197
- 입포초등학교 (폐교) - 양화면 입포로53번길 10-5 (입포리)
- 양화중학교 (족교리)